# Чеботовичский сельсовет
Чебото́вичский сельсовет (белор. Чабатовіцкi сельсавет) — административная единица на территории Буда-Кошелёвского района Гомельской области Республики Беларусь. Административный центр — деревня Чеботовичи.

## История
После второго укрупнения БССР с 8 декабря 1926 года сельсовет в составе Уваровичского района Гомельского округа БССР. 30 декабря 1927 года сельсовет укрупнен, в его состав вошла территория упразднённых Ольховского и Старостудского сельсоветов. После упразднения окружной системы 26 июля 1930 года в Уваровичском районе БССР. С 20 февраля 1938 года в составе Гомельской области. С 17 апреля 1962 года в составе Буда-Кошелёвского района. 18 января 1965 года к сельсовету присоединена территория упразднённого Смычковского сельсовета (12 населённых пунктов: Городок, Днепровск, Комсомольск, Кленовица, Крылов, Лебедев, Луговый, Первомайский, Пролетарий, Пушкино, Соловьёв и Смычёк).
В состав Чеботовичского сельсовета входили не существующие в настоящее время: до 1968 года посёлок Пролетарий, до 1969 года посёлок Днепровск, до 1976 года посёлок Первомайский, Пушкино.
20 сентября 2002 года к сельсовету присоединена территория упразднённого Бервёновского сельсовета (5 населённых пунктов: деревни Бервёновка, Васильполье, Ховхло, посёлки Броськов и Забродье).
15 апреля 2016 года упразднён посёлок Яслище.

## Состав
Чеботовичский сельсовет включает 27 населённых пунктов:
- Бервёновка — деревня
- Броськов — посёлок
- Бушевка — посёлок
- Васильполье — деревня
- Забродье — посёлок
- Городок — посёлок
- Заречье — посёлок
- Зелёная — деревня
- Каменка — посёлок
- Кленовица — деревня
- Комсомольск — посёлок
- Краснобудский — посёлок
- Красный — посёлок
- Красный Курган — посёлок
- Крылов — посёлок
- Лебедев — посёлок
- Ленинский — посёлок
- Луговый — посёлок
- Любень — посёлок
- Рудня-Ольховка — деревня
- Сеновец — посёлок
- Смычёк — деревня
- Соловьёв — посёлок
- Столпище — деревня
- Ховхло — деревня
- Чеботовичи — деревня
- Ясный Бор — посёлок

Упразднённые населённые пункты на территории сельсовета:
- Зелёный — посёлок
- Яслище[1] — посёлок